# Robert Crumb
Robert Crumb (30 de agosto de 1943, Filadélfia, Pensilvânia) é um artista gráfico e ilustrador, reconhecido como um dos fundadores do movimento underground dos quadrinhos americanos, sendo considerado por muitos como uma das figuras mais proeminentes desse movimento, cujo  ponto de partida foi a publicação da revista em quadrinhos artesanal Zap Comix, idealizado por ele.

## História
Robert Crumb nasceu em 1943 numa família religiosa, seu pai ex-marinheiro tocava hinos militares. Seu pai Charles não sabia porque Robert e o Irmão, em vez de brincar, desenham quadrinhos tendo o gato da casa como personagem. Os trabalhos de Crumb foram bastante apreciados na cena hippie, tendo deixado marcado nessa década a tira Keep on Truckin´ e os personagens Mr. Natural (que pode ser lido como uma sátira de Maharishi Mahesh Yogi e semelhantes, numa época em que era moda gurus espirituais) e Fritz The Cat, um gato boa vida que usa muitas drogas e tem uma vida sexual bastante lasciva.
Crumb foi tema de um documentário intitulado Crumb, lançado em 1994 pelo diretor Terry Zwigoff. O filme foca-se nele e em seus dois irmãos, os três com um certo grau de sociofobia, frutos da criação de um pai severo e uma mãe superprotetora. Há, sobretudo, bastante destaque no irmão mais velho, Charles, e sua influência sobre seu irmão Robert. É narrado, em certo momento, que Charles obrigava seus irmãos a desenharem quadrinhos, na infância.
Na década de 1970, começou a colaborar com o roteirista e arquivista Harvey Pekar, um homem da classe media baixa de Cleveland que narrou suas visões de mundo, mostrando o cotidiano tedioso da classe media americana, sem preocupações. Muitas vezes os percalços desta parceria foi retratada nos próprios quadrinhos feitos em parceria pela dupla.
Produziu frequentemente HQs autobiográficas com sua esposa, Aline Kominsky-Crumb, desenhadas a quatro mãos e publicadas na revista The New Yorker. Tais obras estão sendo republicadas no Brasil pela revista Piauí.
Passou a adaptar obras literárias de autores como Franz Kafka, Charles Bukowski e Philip K. Dick.  Em 2009 lançou a adaptação quadrinhistíca do Gênesis, o livro da bíblia.
Em 2007, figurou no 20º lugar da lista de 100 gênios vivos, compilada pela empresa de consultoria global Synectics.
Atualmente, mora no sul da França com esposa e filha, ambas cartunistas.

## Trabalhos notórios
A ZAP Comix surgiu como revista publicada artesanalmente na década de 1960, tendo seu primeiro número, desenhado inteiramente por Crumb, vendido nas ensolaradas ruas de San Francisco por ele mesmo, sua mulher grávida e um carrinho de bebê, onde deixava as revistas.
Pouco depois, surgiram outros artistas para participar da publicação: S. Clay Wilson, Rick Griffin, Robert Williams, Manuel Spain Rodriguez, Victor Moscoso, Gilbert Shelton e, mais tarde, Paul Mavrides.
A revista mostrava o espírito da agitada juventude de 1968.
A Zap Comix influenciou toda uma geração de novos autores, que nos anos posteriores culminou no que hoje é conhecido por Small Press do mercado de quadrinhos norte-americano.
Além disso, fez a famosa ilustração para a capa do disco "Cheap Thrills", da sua amiga, Janis Joplin.

## Publicação
No Brasil, seus quadrinhos foram publicados na revista Grilo, durante a década de 1970, e nas revistas Circo e Porrada! nos anos 1980. Atualmente, suas obras vem sendo publicadas pela editora Conrad, como coletâneas de seus personagens Fritz the Cat e Mr. Natural, histórias autobiográficos e uma antologia especialmente organizada para o Brasil da Zap Comix. Seu livro mais recente no Brasil é Viva a Revolução!, lançado em outubro de 2015, pela editora Veneta, que também publicou  A Mente Suja de Robert Crumb, em agosto de 2013.